# Section de technicien supérieur
La section de technicien supérieur (STS) est un enseignement technique français de l'enseignement supérieur préparant en deux ans au brevet de technicien supérieur (BTS). En 2020, les sections de technicien supérieur accueillent près de 262 000 étudiants dont 35 % viennent du baccalauréat professionnel.

## Histoire
Les sections de techniciens supérieurs sont créées par le décret du 26 février 1962, préparant en deux ans après le baccalauréat au brevet de technicien supérieur (BTS),.

## Organisation
Il existe quatre types d'établissements :
- Les STS publiques dont la formation est gérée par le ministère de l’Éducation Nationale.

- Les STS privées sous contrat d'association avec l'État. Autrement dit, ce sont des établissements privés mais la formation est assurée par des professeurs émanant de l’Éducation Nationale.
- Les STS privées hors contrat qui sont des écoles privées autonomes et appliquent leur propre programme.
- Les STS consulaires qui sont des écoles gérées par les chambres de commerce et d'industrie (CCI) et proposent essentiellement des formations en apprentissage[6].

Toutefois, quel que soit l'établissement, le BTS reste un diplôme national en France qui a la même valeur quel que soit l'établissement dans lequel il est a été validé.
| Nom du diplôme (niv. RNCP/ CEC, sauf (-)) | Années                                          |                                                          | |               |            |                    |                      |                           |                         |                         |                         |                         |                   |                       |                             |  |  |  |          |
| Nom du diplôme (niv. RNCP/ CEC, sauf (-)) | 9 et +                                          |                                                          | DE Médecin DES (-)                                                                                                  | HDR (-)       |            |                    |                      |                           |                         |                         |                         |                         |                   |                       |                             |  |  |  | DESV (-) |
| Nom du diplôme (niv. RNCP/ CEC, sauf (-)) | +8                                              | Doctorat (8)                                             | DE Médecin DES (-)                                                                                                  | DSA DPEA (-)  | DEC (-)    |                    |                      |                           |                         |                         |                         |                         |                   |                       |                             |  |  |  | DESV (-) |
| Nom du diplôme (niv. RNCP/ CEC, sauf (-)) | +7                                              | Doctorat (8)                                             | DE Médecin DES (-)                                                                                                  | DSA DPEA (-)  | DEC (-)    |                    |                      |                           |                         |                         |                         |                         |                   |                       |                             |  |  |  | DESV (-) |
| Nom du diplôme (niv. RNCP/ CEC, sauf (-)) | +6                                              | Doctorat (8)                                             | DE Dentaire (-) DE Pharmacie (-) DFASM (7)                                                                          | HMONP (-)     | DEC (-)    | DE Vétérinaire (-) |                      |                           |                         |                         |                         |                         |                   |                       |                             |  |  |  |          |
| Nom du diplôme (niv. RNCP/ CEC, sauf (-)) | +5                                              | DFASO DFASP DEMK DESF (7)                                | Master (7) | DEA (7)       | DSCG (7)   | DNSEP(7) DSAA (-)  | CCO DE IA DE IPA (7) | CA (7) CNSMD(7) CNSAD (-) | MSc MBA MS Diplovis (-) | ENC (-) ENS (-) INP (-) | ENS (-) IAE (7) ESC (-) | EI (7) ENS (-) DEFV (7) |                   |                       |                             |  |  |  |          |
| Nom du diplôme (niv. RNCP/ CEC, sauf (-)) | +4                                              | DFASO DFASP DEMK DESF (7)                                | Master (7) | DEA (7)       | DSCG (7)   | DNSEP(7) DSAA (-)  | CCO DE IA DE IPA (7) | CA (7) CNSMD(7) CNSAD (-) | MSc MBA MS Diplovis (-) | ENC (-) ENS (-) INP (-) | ENS (-) IAE (7) ESC (-) | EI (7) ENS (-) DEFV (7) |                   |                       |                             |  |  |  |          |
| Nom du diplôme (niv. RNCP/ CEC, sauf (-)) | +3                                              | DFGSM DFGSO DFGSP DFGSMa (6)                             | Licence (6) | LP BUT (6)    | DEEA (6)   | DCG (6)            | DN MADE DNA (6)      | DE I (6) IFPS IRFSS (-)   | DNSP (6)                | ENC (-) ENS (-) INP (-) | ENS (-) IAE (7) ESC (-) | EI (7) ENS (-) DEFV (7) | IRTS (3-6)        | Bachelor Diplovis (-) |                             |  |  |  |          |
| Nom du diplôme (niv. RNCP/ CEC, sauf (-)) | +2                                              | DFGSM DFGSO DFGSP DFGSMa (6)                             | Licence (6) | LP BUT (6)    | DEEA (6)   | DCG (6)            | DN MADE DNA (6)      | DE I (6) IFPS IRFSS (-)   | DNSP (6)                | BTS (5)                 | AL/BL LSH (-)           | ECG D1 D2 (-)           | IRTS (3-6)        | Bachelor Diplovis (-) | BC MP PC PSI PT MPI TSI (-) |  |  |  |          |
| Filière, discipline ou spécialité         | +1                                              | L.AS PASS (-)                                            | Licence (6) | LP BUT (6)    | DEEA (6)   | DCG (6)            | DN MADE DNA (6)      | DE I (6) IFPS IRFSS (-)   | DNSP (6)                | BTS (5)                 | AL/BL LSH (-)           | ECG D1 D2 (-)           | IRTS (3-6)        | Bachelor Diplovis (-) | BC MP PC PSI PT MPI TSI (-) |  |  |  |          |
| Filière, discipline ou spécialité         |                                                 | Médecine Odontologie Pharmacie Maïeutique Kinésithérapie | Arts - Commerce, économie - Droit - Enseignement - Lettres et langues - Sciences humaines - Sciences et technologie | Pro ou Techno | Architecte | Comptabilité       | Arts Design Mode     | Paramédical et santé      | Musique Danse Comédie   | Social Sports           | Libre Technique         | STS                     | Lettres           | Économie              | Scientifique                |  |  |  |          |
| Filière, discipline ou spécialité         | Université, École délivrant un diplôme national | Université, École délivrant un diplôme national          | Université, École délivrant un diplôme national                                                                     | École         | École      | École              | École                | École                     | École                   | École Privée            | École, Lycée CPGE       | École, Lycée CPGE       | École, Lycée CPGE | École, Lycée CPGE     |                             |  |  |  |          |

## Admission
L'article 612-31 du Code de l'éducation prévoit les modalités d'admission en section de technicien supérieur. « L'admission dans une section de technicien supérieur est organisée par le recteur de région académique qui définit, avec les chefs d'établissements des STS, les conditions de la mise en place et du déroulement de la procédure d'admission. Elle est prononcée par le chef de l'établissement d'accueil, après qu'une commission d'admission formée principalement des professeurs de la section demandée a apprécié la candidature de chaque étudiant postulant.
L'admission des bacheliers professionnels dans une section de techniciens supérieurs fait l'objet d'un examen prioritaire par la STS. Lorsque le dossier d'un bachelier professionnel ou technologique est en cohérence avec la spécialité demandée et n'a pas fait l'objet d'une proposition d'admission, le recteur peut, à la demande du candidat, prononcer son affectation dans la section demandée ou dans une autre section du même champ professionnel ou d'un champ professionnel voisin.
L'admission est de droit pour les élèves et les apprentis qui, ayant préalablement fait acte de candidature dans les formes et délais prévus par le recteur, obtiennent la même année une mention "très bien" ou "bien" au baccalauréat professionnel ou technologique dont le champ professionnel correspond à celui de la section de techniciens supérieurs demandée. Pour les élèves ou les apprentis qui obtiennent une mention "très bien" ou "bien" au baccalauréat professionnel ou technologique et qui ont été préalablement inscrits en liste supplémentaire ou refusés dans la section de techniciens supérieurs demandée, le recteur prononce l'affectation dans la section demandée ou dans une autre section du même champ professionnel.
Par ailleurs, l'admission des bacheliers professionnels ou technologiques ayant suivi une formation complémentaire leur permettant d'acquérir les connaissances et compétences attendues pour la réussite dans la spécialité de section de techniciens supérieurs demandée par le candidat est de droit si, sur proposition de l'équipe pédagogique, l'avis du chef de l'établissement où cette formation a été suivie est favorable. Cette admission peut être prononcée au cours du premier trimestre de l'année de formation complémentaire, lorsque l'équipe pédagogique de celle-ci considère que l'élève a atteint le niveau lui permettant de réussir en section de techniciens supérieurs ». 